# Jean-Frédéric Taillefer
Pour les articles homonymes, voir Taillefer.
Jean-Frédéric Taillefer,  né à Beauvais  en 1779, mort à Paris en 1831  est un personnage de La Comédie humaine d'Honoré de Balzac.

## Biographie de fiction
Fournisseur des vivres sous l’Empire, il est devenu millionnaire à la suite d'un crime qui a eu lieu dans L'Auberge rouge, alors qu'il était chirurgien militaire. Ayant tué et dépouillé un riche commerçant, il laisse accuser à sa place son compagnon, Prosper Magnan, qui est fusillé.
Sans aucun remords, Taillefer poursuit son ascension sociale : capitaine de la première compagnie de grenadiers de la Garde nationale, il devient banquier et spécule avec le baron de Nucingen.
Dès lors, il donne de grandes fêtes dans son hôtel particulier de la rue Joubert. Parmi les invités choyés, on trouve Émile Blondet, Vautrin, Raphaël de Valentin, Aquilina, Eugène de Rastignac. Il meurt peu après l'immense raout qu'il donne en 1831, terrassé par le récit qu'on lui a fait du meurtre dont il est coupable.
Ayant un fils et héritier légitime nommé Frédéric, Taillefer refuse de reconnaître sa fille, Victorine, réfugiée à la pension Vauquer dans Le Père Goriot. Après la mort de son fils lors d’un duel, Taillefer est contraint de faire de sa fille son héritière. À sa mort, Victorine se retrouve donc à la tête d'une grande fortune. Le narrateur de L'Auberge rouge la trouve séduisante au bal de l'ambassadeur de Naples. Mais il ne sait pas s'il va épouser la fille d'un assassin.
On le retrouve dans plusieurs romans de La Comédie humaine :
- Le Père Goriot
- La Peau de chagrin
- La Maison Nucingen
- Splendeurs et misères des courtisanes
- L'Auberge rouge (Balzac)